# Cophophlebia viridescens
Cophophlebia viridescens là một loài bướm đêm trong họ Geometridae.